# FASCIA
FASCIA ist eine Datenbank der NSA, die Daten von Mobiltelefonen speichert. Namentlich handelt es sich hierbei vor allem um folgende Daten:
- Telefonnummer
- aktuelle Funkzelle
- Gerätenummer
- Sim-Karten-Nummer